# Minigolf

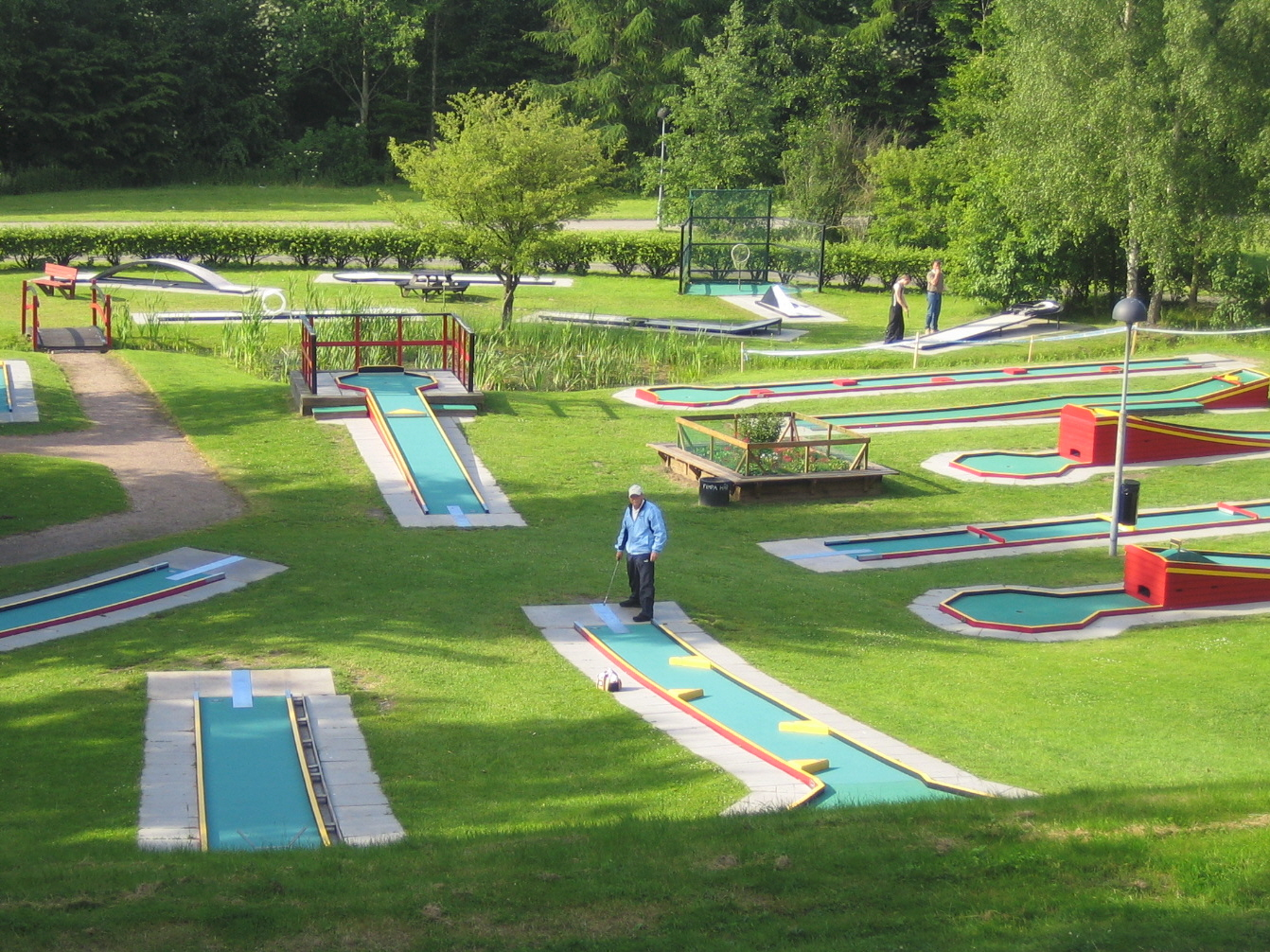
Il filz-golf di Malmö

Il minigolf (miniature golf in lingua inglese), detto anche golf su pista, è uno sport analogo al golf ma praticato su piste realizzate con diversi tipi di materiali, opportunamente delimitate secondo fantasia o secondo standard codificati come ad esempio quelli della W.M.F. (World Minigolfsport Federation).

## La storia

### La nascita
Vede la propria nascita nei primi anni del XX secolo negli Stati Uniti d'America. L'evoluzione di questo gioco/sport prende il via ai primi del Novecento. Il suo progenitore era il golf, del quale il miniature golf (così era originariamente denominato nei paesi anglosassoni) era solo una versione ridotta ma con parecchi aspetti comuni: i primi percorsi, rigorosamente in erba, erano chiamati "Garden golf" e altro non erano che piccoli green la cui ambientazione erano parchi o giardini pubblici.

### L'espansione
Negli anni venti e trenta fecero la loro comparsa ostacoli e sponde per racchiudere il gioco all'interno di un'area delimitata, la superficie di gioco cominciò a cambiare e dopo l'erba il materiale più usato divenne un tessuto pressato, molto simile al feltro o alla moderna moquette, che costituiva un fondo più duro e scorrevole dell'erba. Le caratteristiche costruttive dei campi erano molto libere anche se i percorsi tendevano generalmente a ricalcare, nell'aspetto e nel disegno, i percorsi del golf, con fairways, bunkers, ostacoli d'acqua, vegetazione, ecc.
La diffusione crebbe tra la gente di tutti i ceti sociali al punto che il miniature golf da semplice svago era divenuto un vero fenomeno di massa: le stelle del cinema e le celebrità ne aiutarono non poco la diffusione e si sviluppò in modo impressionante negli anni trenta, periodo nel quale, negli USA, esistevano oltre 30.000 campi. Nella sola città di New York vi erano oltre 150 campi, alcuni realizzati addirittura sulle terrazze dei palazzi. Costituì un fenomeno di costume al punto che fu uno dei primi sport che si potevano praticare anche la notte, insieme al football ed al baseball. Si giocava ad ogni ora, addirittura la sera, dopo il teatro, era abitudine trascorrere qualche ora al miniature golf. Alcuni impianti chiudevano alle 4 del mattino e in molte città vennero emesse ordinanze che vietavano di protrarre l'ora di chiusura oltre l'una di notte. La gente era affascinata dal miniature golf non solo come svago per il tempo libero, ma come sport vero e proprio nel quale ogni persona, indipendentemente dall'età, dal sesso o dalla prestanza atletica, poteva eccellere.

Paradossalmente, il minigolf ebbe uno sviluppo significativo nel periodo che storicamente è riconosciuto tra i più cupi dal punto di vista economico: la crisi economica che nel 1929 colpì gli Stati Uniti d'America, detta "Grande depressione".

Quella gravissima crisi economica rappresentò per l'evoluzione del miniature golf un momento molto significativo: la realizzazione di un campo "regolare" costituiva per molti una spesa proibitiva da affrontare, ma la passione che il miniature golf aveva scatenato continuava a fiorire e così pure la fantasia di giocatori entusiasti, i quali, facendo di necessità virtù, inventarono un nuovo modo di costruire i campi: anzitutto cambiò la superficie di gioco, l'erba o la moquette vennero sostituite generalmente dall'argilla o dalla terra battuta ed indurita, gli ostacoli e gli arredi erano costituiti da vecchi pneumatici, tubi, grondaie, materiali di scarto di ogni tipo che divennero la materia prima di questi bizzarri campi chiamati con un termine assai poco traducibile "Rinkiedink golf".

Molte di queste nuove creazioni in materia di ostacoli e di piste divennero dei veri "classici" e furono copiate su molti campi tanto da essere codificate per quello che sarebbe divenuto il "percorso tipo" di miniature golf.

I progettisti di questi campi divennero famosi e la depressione accrebbe la popolarità del miniature golf che rimaneva uno svago ancora alla portata di molti.

### Lo sviluppo commerciale
Proprio nel 1929 il primo percorso con un nome commerciale venne depositato e registrato come "Tom Thumb Golf" (da Tom Thumb, personaggio del folklore inglese simile a Pollicino). Questo percorso codificato con precise specifiche fu il primo di una serie di percorsi che vennero da allora definiti ufficialmente "minigolf", distinguendoli da quelli che si potrebbero definire "classici" che mantennero la denominazione di miniature golf. Il primo stabilimento della Tom Thumb Golf impiegava 200 operai e produceva ostacoli e percorsi in genere. Ben presto gli stabilimenti divennero tre e la produzione crebbe al punto che nel 1930 vennero ordinati ben 3.000 impianti ognuno al prezzo di 4.500 dollari. Era un affare colossale per quei tempi se si pensa che negli anni trenta vennero venduti oltre 50.000 campi di quel tipo che rappresentavano un investimento di oltre 325 milioni di dollari.
In quegli anni si stima che oltre quattro milioni di americani giocassero a minigolf e il giro di affari e di pubblicità attorno al fenomeno era in continua crescita. Alla fine del 1930, a Lookout Mountain, Chattanooga, Tennessee si disputò il primo National Tom Thumb Open Miniature Golf Tournament, al quale parteciparono 200 concorrenti ed ebbero accesso i giocatori qualificatisi nei play-off disputati in tutti gli Stati dell'Unione. Il montepremi ammontava a 10.000 dollari e al vincitore ne andarono 2.000.

### Gli anni Trenta
Dopo il crollo delle borse del 1929, il minigolf era divenuto un fenomeno sociale e i campi ambientati come dei Country Club erano un modo per mantenere l'illusione della "bella vita".

I campi, sia all'aperto che indoor, erano realizzati in modo da simulare l'atmosfera di un Country Club, gli arredi erano curati, la vegetazione, i fiori, le fontane e i giardini si sprecavano, all'interno si ricorreva a mascherare le colonne con piante artificiali, i soffitti erano dipinti d'azzurro, e le pareti mostravano paesaggi di aperta campagna o famosi fairways. Il tutto con l'aggiunta di bar e sale per il bridge. Alcuni campi erano addirittura provvisti di caddy.

La fantasia sembrava non avere limiti nell'inventarsi soluzioni che fondessero più interessi del pubblico, così si realizzarono locali che erano insieme minigolf e sale da ballo.

### Il dopoguerra
Sorse un problema non indifferente: la superficie di cui erano fatti i percorsi di minigolf mal sopportava le sollecitazioni dei ballerini indiavolati e questo provocò non pochi problemi (soprattutto economici) nel rimpiazzare il materiale usato con qualcosa di più durevole ma anzitutto poco costoso. Si tentarono ogni sorta di esperimenti, ma quello che veramente costituì un cambiamento radicale fu la scoperta fatta da un'azienda di uno Stato della costa orientale che inventò una combinazione, a dir poco singolare, di peli di capra e gomma che costituì la più popolare superficie di gioco per minigolf negli anni quaranta e cinquanta.

### Solo uno sport
La standardizzazione del materiale per la superficie di gioco fece sì che col passar del tempo si cercasse anche la standardizzazione di ostacoli e difficoltà. L'unico aspetto che non si rinnegava era la ricerca di un'ambietazione curata, sovente tematizzata (l'Africa nera, il Far West, i pionieri).
Nel 1953, Don Clayton, fondatore della Putt-Putt Golf and Games, iniziò la sua crociata per imporre il minigolf come uno sport serio. Disgustato da quelli che considerava "trick shots" (letteralmente "tiri ingannevoli"), volle realizzare un nuovo e perfezionato tipo di campo, dove invece i tiri fossero "calcolati" e non ci fosse spazio per "trucchi" o casualità.
Il nuovo percorso consentiva al giocatore di effettuare tiri diretti alla buca così da poter imbucare anche in un solo colpo.
In questo modo Putt-Putt andò a divenire, con McDonald's e Holiday Inn, una delle attività imprenditoriali più diffuse negli Stati Uniti.

### La risposta di Lomma
Nonostante tutto i campi del tipo Putt-Putt non riuscirono a prendere il sopravvento e la risposta venne dalla Lomma Enterprises, Inc., fondata nel 1955 da Al Lomma che guidò il revival dei campi eccentrici con ostacoli animati e aleatori, nei quali il giocatore deve, ad esempio, calcolare il tempo per far passare la pallina attraverso le pale di un mulino a vento o per evitare statue in movimento.
Questi campi, ritenuti più attraenti e intriganti rispetto ai campi nei quali si privilegiava la precisione del colpo, visti nell'ottica del business risultavano più graditi al pubblico di tutti giorni e, considerando che l'aspetto principe del minigolf era, ed è tuttora, il business, la logica di una scelta simile è assolutamente giustificabile.
Unita a questa nuova rivoluzione si verificò anche quella del materiale con il quale realizzare le superfici di gioco: negli anni sessanta, a partire dal football, molti sport utilizzarono una nuova superficie di gioco, l'astroturf, un materiale sintetico che venne ben presto utilizzato per realizzare i minigolf.
Assieme al cambiamento del materiale, prese piede il cambiamento dei campi, i "Fantasy courses", con animali immaginari animati sui percorsi, casette e strane combinazioni di buche multiple ed altro ancora colpirono nel segno e ottennero il gradimento dei giocatori fino alla fine degli anni settanta.

### Il FEC
A partire dagli anni ottanta assieme alla diffusione di impianti tematizzati e sempre più attrezzati ad accogliere il pubblico si è diffuso il concetto di FEC (Family Entertainment Center), ossia un luogo in grado di accogliere le famiglie per intere giornate offrendo una vasta gamma di svaghi per tutte le età (quello che in Italia sono Gardaland e strutture similari) incentrati sul minigolf.
La capitale di questo fenomeno è senz'altro Myrtle Beach, Carolina del Sud, dove sorgono oltre 50 campi tematici che costituiscono un polo d'attrazione per i turisti che frequentano questa località, situazione simile in Florida ed in altre aree turistiche degli Stati Uniti.

### In Europa

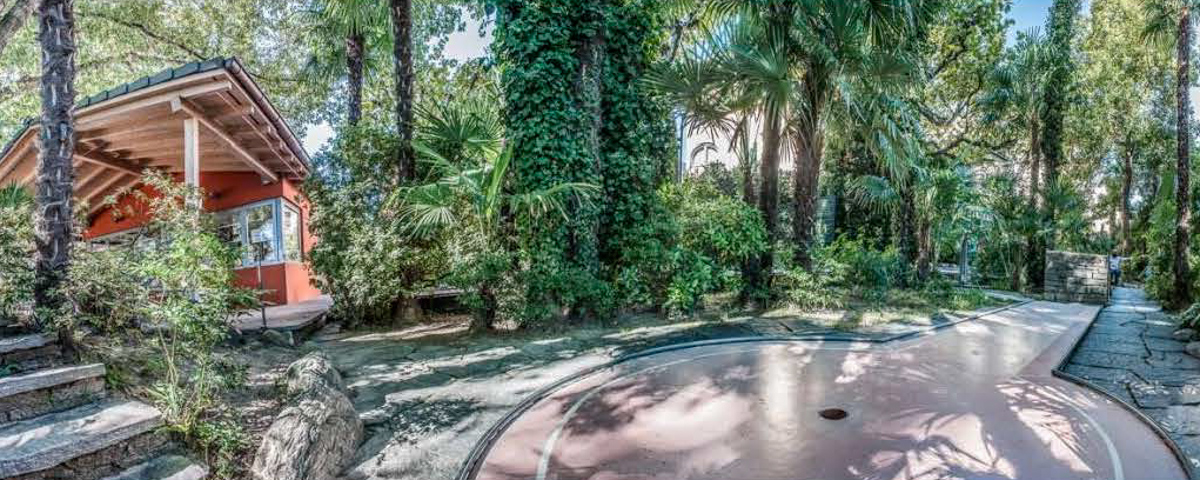
Minigolf Ascona, primo campo di minigolf del mondo brevettato (sistema Bongni), inaugurato il 19 marzo 1954

Lo sviluppo del golf su pista in Europa ha seguito, almeno dal punto di vista temporale, quello nord americano. I primi impianti sorsero in Gran Bretagna intorno al 1920; si trattava di campi con superficie di scorrimento in linoleum con ostacoli e figure di fantasia. Qualche anno dopo, nel 1926 ad Amburgo, in Germania, e in Svezia intorno al 1930 apparvero impianti di spiccata derivazione americana. Questi primi impianti copiavano quelli statunitensi, sovente importati e poi prodotti in loco, seguendo i progetti americani. Nello stesso periodo in quei paesi presero il via alcune attività, prettamente artigiane, per la produzione di piste di minigolf.
Nel 1937 in Svezia nasceva la prima Federazione Europea di Golf su pista.

La guerra, per oltre 10 anni, non lasciava tracce tangibili e documentate. Nel 1951, in Svizzera, un architetto, Paul Bongni, progettò e brevettò un impianto di 18 buche, in cemento, che sarebbe stato poi definito universalmente con il termine minigolf.

Il primo campo secondo il progetto Bongni fu realizzato nel 1954 ad Ascona, nel Canton Ticino, a poche decine di metri dalla riva del Lago Maggiore. Oggi il campo di Ascona e quello di Locarno (realizzato anche nel 1954) sorgono ancora nello stesso luogo e, nonostante le necessarie migliorie che il tempo ha richiesto, sono rimasti fedeli alla "versione originale".
La costruzione di campi in cemento secondo il progetto di Bongni prese piede e si diffuse negli anni cinquanta e sessanta in Italia, Svizzera e Germania, principalmente nelle località turistiche, e riscosse un certo interesse tra i turisti coinvolgendo nel contempo i primi pionieri della pratica sportiva, specialmente in Germania e Svizzera.
Nel nord Europa, in Scandinavia, si sviluppò la produzione di un altro genere di campi, realizzati in legno con la superficie di gioco in tessuto (generalmente feltro, da cui il nome filz) che oggi costituiscono una delle tre specialità di gioco riconosciute dalla W.M.F. (Federazione Mondiale di Golf su Pista).

#### Il Miniaturgolf
Nel 1956 un commerciante di Amburgo, Albert-Rolf Pless, ideò sia le piste che gli ostacoli che variò per rendere questo gioco allo stesso momento divertente e impegnativo anche sotto il profilo sportivo e lo brevettò col nome "sistema Miniaturgolf", un nuovo tipo di minigolf prefabbricato alternativo al "sistema Bongni" e ai minigolf americani molto pratico e versatile perché consisteva in telai metallici facilmente trasportabili e posabili ovunque, potendo fissare a queste basi solo delle lastre di eternit su cui venivano montati gli ostacoli.

Presentò il suo prototipo con 13 piste (12 con ostacoli e 1 pista dritta senza ostacoli) nella rivista Piante e fiori del 1956.
Il sistema, dato il delicato fissaggio a mezzo rivetti, non permette al giocatore di salire sulle piste, ma lo obbliga a tenere i piedi sui camminamenti esterni oppure a tenere a terra solo il tallone appoggiando al bordo del telaio la parte superiore della scarpa.

Dopo la messa al bando dell'eternit (1985), le piste furono sostituite con un impasto compresso di colla e cellulosa oppure vetroresina anche per gli ostacoli utilizzando gli stessi stampi usati per l'eternit.

Un ex giocatore del S.V. Lana, Ernst Bertagnolli, ha preferito riparare le sue piste costruendo con la lamiera gli ostacoli tipo il "ponte" che in passato erano fatti da un'unica lastra di eternit curva dall'attacco piazzola di partenza alla buca.

In Germania molti ostacoli, tipo la "buca centrale", sono stati realizzati in plastica, ma danno uno sgradevole rumore al passaggio delle palline molto aderenti.

#### Sterngolf e Cobigolf
Il primo percorso di 18 buche "sterngolf" fu realizzato nel 1959 nell'isola tedesca di Wangerooge situata nelle Isole Frisone Orientali (Mare del Nord). La lunghezza delle buche è il doppio di quelle Bongni e obbliga il giocatore a tiri molto forti a scapito della precisione.

### Da gioco a sport
Il Golf su Pista si sviluppò, a livello agonistico, abbastanza rapidamente nei paesi del centro nord Europa a partire dalla metà degli anni cinquanta: i costi erano ridotti e si giocava con la sola pallina da golf (Campionato Europeo del 1959).

Poi, nel Campionato Europeo del 1961, si iscrisse una squadra italiana (c'era Miglietti e non c'era l'obbligo di tesseramento ad alcuna Federazione) che si presentò con due palline che non erano "da golf", ma palline laccate che in seguito furono usate come esperimento da Willy Korn che costruì nel 1963 una macchina per laccare le palline ruvide arrivate dal Giappone. In seguito (1965) arrivarono le palline trattate con l'acetone e le "plastiche".

Con la fabbricazione delle palle morbide da parte di N. Wagner di Ingolstadt ci fu un notevole salto di qualità e di "rimbalzo". Aumentò rapidamente la richiesta e l'offerta migliorò tutte le attrezzature sportive fornendo nuovi bastoni (putter in inglese e schläger in tedesco), le borse per le palline e le sempre più sofisticate palline che continuavano a diversificarsi in fatto di peso, durezza e rimbalzo, mettendo a disposizione dei giocatori più di 20.000 diversi esemplari che migliorarono progressivamente le prestazioni sul campo.
Intanto a livello federale erano state costituite 2 differenti federazioni internazionali: una per il minigolf e una per il miniaturgolf.

Con l'unificazione delle due federazioni, anche cobigolf, sterngolf e filzgolf entrarono tra le specialità della federazione europea internazionale I.B.G.V. (Internationale Bahnen Golf Verband):
- Minigolf (specialità n. 1), conosciuto a livello federale come Sistema Bongni: 17 buche standard in cemento armato lunghe 12,00 m e larghe 1,25 m e piazzole del diametro di 2,00 m, mentre una sola (la 7) è lunga 18,00 m avente piazzola della buca del diametro di 5,00 m;
- Miniaturgolf (specialità n. 2), sistema creato in Germania composto da 27 piste omologate della lunghezza di 6,25 m, larghe 0,90 m e piazzole del diametro di 1,40 m costituite da una impalcatura prefabbricata non calpestabile su cui sono montati gli ostacoli. I percorsi sono composti da 18 buche con la possibilità di scegliere l'ordine delle piste (cosa non possibile col sistema bongni) e scartare 9 piste delle 27 disponibili;
- Cobigolf (specialità n. 3), 18 piste in cemento armato di dimensioni ridotte rispetto al "Bongni" (l'80%) molto comuni in Germania;
- Sterngolf (specialità n. 4), 18 piste in cemento armato di dimensioni ridotte rispetto al "Bongni" (l'80%) il cui disegno richiama in alcuni casi quelle della specialità 1, con le debite varianti. Caratteristica peculiare, da cui deriva il nome della specialità, è la diciottesima buca che ha la piazzuola di arrivo a forma di stella ("stern" in tedesco) e la buca, posta al centro alla sommità di un vulcano.
- Filzgolf (specialità n. 5), comunemente conosciuto in Germania col nome Kleingolf (dal tedesco klein, piccolo), 18 piste con una base in cemento e impalcatura in legno massiccio coperto da un tipo di moquette in feltro molto rasa ma di notevole attrito, non calpestabile, sono molto comuni in Scandinavia.

Con l'ingresso nell'I.B.G.V. di Giappone, Stati Uniti e Australia la federazione da europea diventa mondiale: la W.M.F. La specialità che va per la maggiore in questi paesi viene inserita tra le specialità ammesse ai campionati internazionali:
- Adventuregolf (specialità n. 6), MOS (Minigolf Open Standard) percorso costituito da 18 piste in cemento con un tappeto verde calpestabile, specialità aggiunta solo negli ultimi 15 anni.

## In Italia
In Italia il minigolf "Bongni" inizia il 21 luglio 1967, data in cui fu fondato il Minigolf Club Bovisio di Bovisio Masciago che promosse la costituzione dell'A.I.S.M. (Associazione Italiana Sport Minigolf).
3 anni prima, nel 1964, delle piste di miniaturgolf arrivarono da Amburgo e furono realizzati gli impianti di Merano e Naturno, seguiti dopo poco tempo da Siusi, tutti nell'Alto-Adige.
I tre club andarono a costituire già prima della fine dell'anno la I.M.V. (Italienische Miniaturgolf Verband) o F.I.M. (Federazione Italiana Miniaturgolf) che aderì alla Federazione Internazionale Miniaturgolf già esistente e partecipò con i propri atleti ai campionati europei di specialità.
L'A.I.S.M. si era già trasformata in F.I.M.S. (Federazione Italiana Minigolf Sportivo) con presidente Mimmo Fumagalli quando nel 1978 la I.B.G.V. invitò all'unificazione tutte le nazioni che avevano internamente due federazioni distinte che non facevano attività comune perché operanti su impianti totalmente diversi.

È per questo motivo che nel 1978 nasce la F.I.G.S.P. (Federazione Italiana Golf Su Pista) unificando F.I.M.S. e F.I.M./I.M.V. Alla presidenza della nuova federazione italiana veniva eletto il monzese Riccardo Corio, già presidente del M.C. Monza da lui fondato nel 1969.
Il primo "Campionato Italiano di minigolf" è stato disputato ad Abano Terme nel 1968.

La prima "Coppa Italia" è stata disputata a Gardone Val Trompia nel 1976.

Il primo "Campionato Italiano Combinato" (minigolf-miniaturgolf) è stato disputato a Rapallo + Lagundo nel 1979, mentre a Monza nel 1981 fu disputato il primo campionato combinato su unico impianto.
La Federazione Italiana svolge la propria attività sportiva solo su campi omologati:
- 20 impianti di minigolf "bongni";
- 14 "miniaturgolf";
- 2 "filzgolf"
- 1 minigolf  "M.O.S." Minigolf Open Standard

Di questi, ben 6 sono "combinati" ovvero sono stati realizzati unendo più specialità:
- Canegrate: 36 buche, combinato minigolf-miniaturgolf;
- Arma di Taggia - Sanremo: 36 buche, combinato minigolf-miniatur;
- Cusano Milanino: 36 buche, combinato minigolf-miniaturgolf;
- Paderno Dugnano: 54 buche, primo tri-combinato costruito in Italia, minigolf-miniaturgolf-filzgolf;
- Predazzo: 36 buche, combinato minigolf-miniaturgolf.
- Rapallo: 36 buche, combinato minigolf-miniaturgolf.
- San Cipriano: 36 buche, combinato minigolf-miniaturgolf
- Torino:  18 buche, unico impianto omologato "M.O.S." minigolf open standard

In Italia attualmente non è possibile censire tutti gli impianti non omologati e utilizzati per l'attività ricreativa di tipo "bongni", "miniaturgolf", "fantasia" (non realizzati con le misure standard dei sistemi omologati).
Negli ultimi anni stanno prendendo piede gli "adventuregolf", sul modello americano. Questi impianti che richiedono superfici più ampie rispetto agli impianti standardizzati stanno riscuotendo un buon successo tra il pubblico, mentre più tiepido è l'interesse tra gli agonisti contrariamente a quanto avviene appunto negli U.S.A. e in Gran Bretagna.